# Цой Маріанна Ігорівна
Мар'яна (Маріанна) Ігорівна Цой, до шлюбу Ковальова, в першому шлюбі — Родованська (5 березня 1959, Ленінград — 27 червня 2005, Санкт-Петербург) — російська письменниця, перекладачка, громадська діячка, музична продюсерка. Дружина радянського рок-музиканта Віктора Цоя. Адмініструвала гурт «Кіно», радянського і російського музиканта Олександра Аксьонова на прізвисько «Рикошет», Сергія Елгазіна, Олександра Заславського.

## Біографія

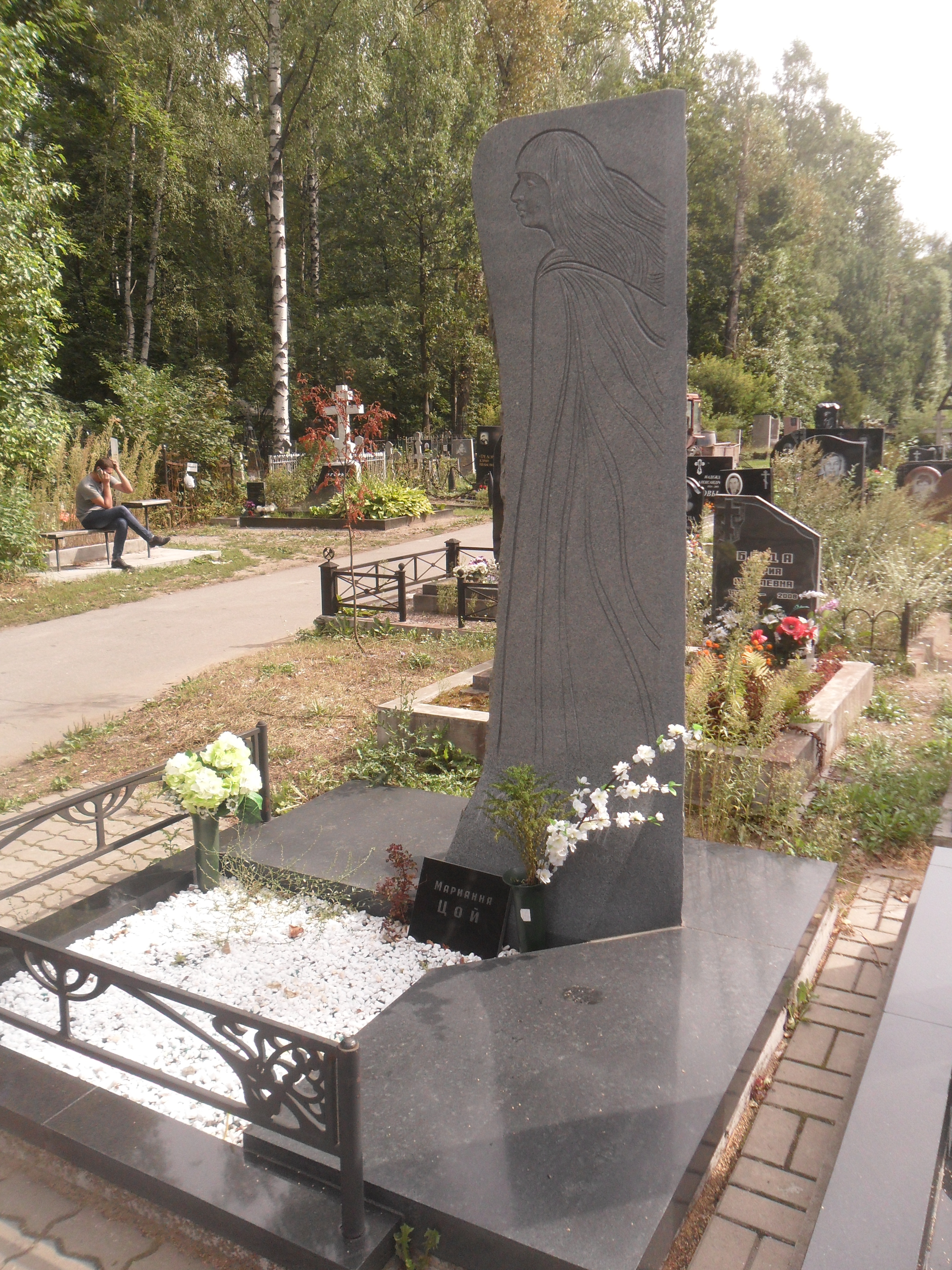
Могила Маріанни Цой, на Богословському кладовищі Санкт-Петербурга.

Народилася 5 березня 1959 року в родині Інни Миколаївни Голубєвої (бл. 1932—2017) .
4 лютого 1984 року одружилася з Віктором Цоєм і стала адміністраторкою гурту «Кіно», займалася продюсерською діяльністю, а згодом стала власницею 50% авторських прав на альбоми гурту. Завдяки їй було видано кілька збірок, присвячених Цою, а також подвійна платівка-триб'ют «КИНОпроби», на якій пісні «Кіно» виконали популярні музиканти.
У сорок років, 1999 року, закінчила Східний факультет Санкт-Петербурзького університету (СПбДУ), багато перекладала з японської мови, вивчила англійську, займалася живописом.
Написала книгу про Віктора Цоя: «Точка відліку», співавторка (з Олександром Житинським) книги «Віктор Цой. Вірші, документи, спогади» («Новий Гелікон», Санкт-Петербург, 1991).
В останні роки життя була продюсеркою «Рикошета», Сергія Елгазіна, Олександра Заславського, займалася встановленням пам'ятника В. Цою на Арбаті.
Маріанна Цой перенесла операцію на грудях, але пізніше в неї виявили пухлину мозку.
Померла на 47-му році життя 27 червня 2005 року у своїй квартирі в центрі Санкт-Петербурга  .
Похорон Маріанни Цой відбувся 29 червня на Богословському кладовищі  Санкт-Петербурга, недалеко від могили Віктора Цоя .

## Особисте життя
Перший чоловік — Володимир Родованський.
Другий чоловік — Віктор Цой (1984—1987).
Син — Олександр Цой (нар. 26 липня 1985), музикант, вебдизайнер. Є припущення, що Олександр Цой насправді — син Рикошета. Зокрема, так стверджують Олексій Вишня і Андрій Тропілло .
Багато років прожила з фактичним чоловіком, петербурзьким рок-музикантом Олександром Аксьоновим на прізвисько «Рикошет».

## Дискографія
Організаторка і продюсерка виходу збірників і триб'юту гурту «Кіно» і Віктора Цоя:
- 1992 — Невідомі пісні (виданий як сольник Цоя);
- 2000 — кінопроби (подвійний триб'ют альбом)
- 2002 — День народження Віктора Цоя (концерт-триб'ют)

## Фільмографія
Знялася в кількох документальних фільмах про Віктора Цоя і гурт «Кіно»:
- 1992 — Останній герой.
- 2009 — Останній герой: Двадцять років потому.

У художньому фільмі про Віктора Цоя і Майка Науменко «Літо» (2018) роль Маріанни виконала акторка Юлія Лобода.

## Книги
- «Точка відліку» - ISBN 5-289-01938-3
- "Виктор Цой. Вірші, документи, спогади » - Санкт-Петербург: Лениздат, Шок Records, 1997. - 15 с. - ISBN 5-289-01938-3 .